# Praha sobě

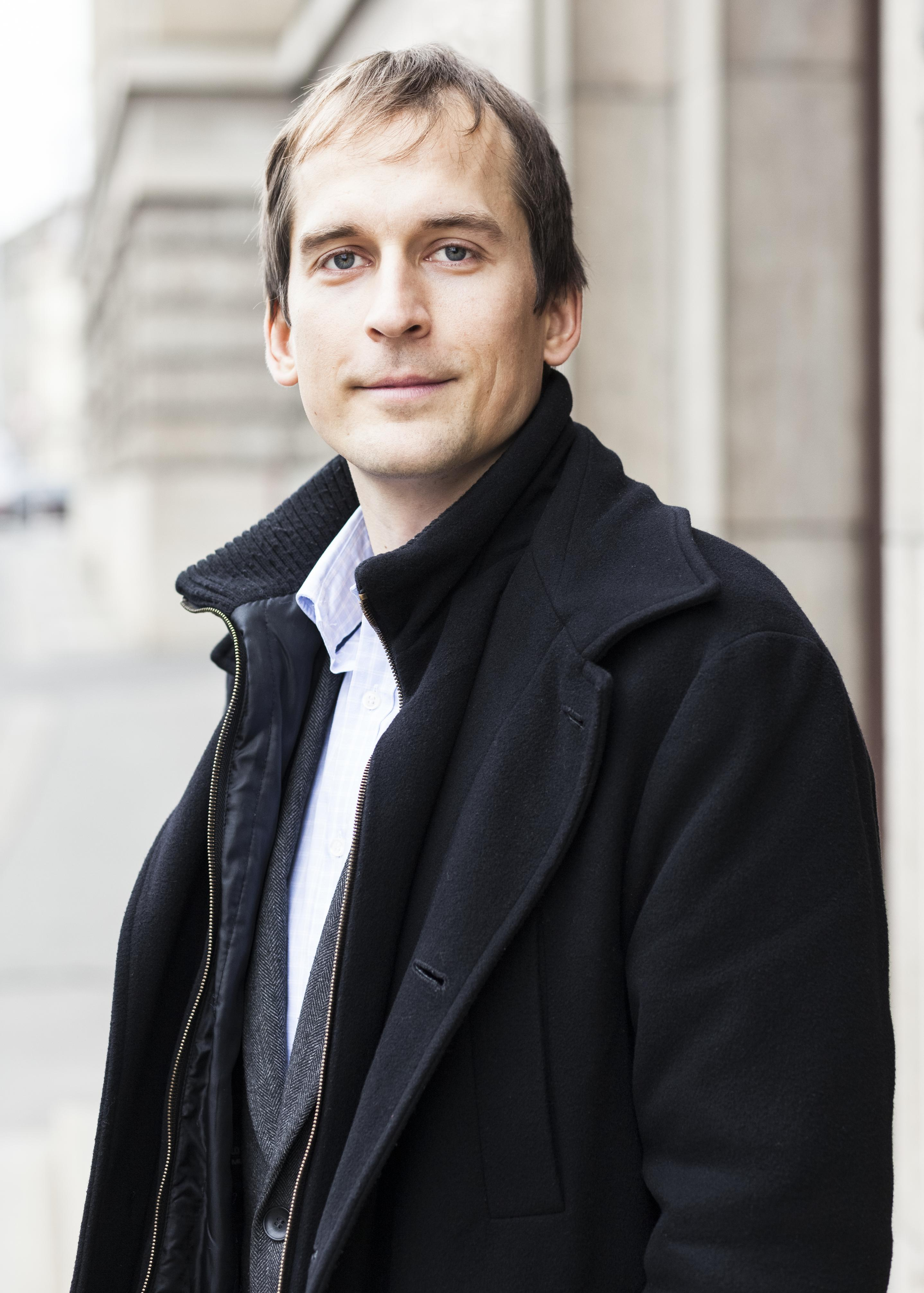
Lider PS i burmistrz Pragi 7 Jan Čižinský

Praha sobě (zapis stylizowany: PRAHA SOBĚ; skrót: PS) – ruch miejski działający w Pradze. W wyniku wyborów samorządowych w 2018 wszedł w skład koalicji rządzącej miastem. Na jego czele stoją Jan Čižinský a Hana Třeštíková.

## Działalność
Ruch powstał na bazie inicjatywy Praha 7 sobě, która w 2014 wygrała wybory do rady dzielnicy Praga 7, uzyskując 43,68% głosów, co dało jej 15 na 29 mandatów. Przedstawiała się wówczas jako „zasadnicza alternatywa dla obecnego establishmentu w magistracie, której celem jest wygrać wybory“. W grudniu 2017 inicjatywa ogłosiła, że zbierze 100.000 podpisów (wymaganych było 90.616, tj. 7% mieszkańców Pragi), by móc kandydować jako komitet niezależnych kandydatów. Do 31 lipca 2018 udało się zebrać 97.095 podpisów, które 8 sierpnia 2018 uznano za prawidłowo złożone.
W wyborach samorządowych w 2018 do rady miasta stołecznego Pragi Praha sobě uzyskała 16,57% głosów, co było trzecim wynikiem i dało jej 13 mandatów (na 65). Utworzyło koalicję razem z Czeską Partią Piratów (13 mandatów) oraz TOP 09 / STAN (13 mandatów). Prahu Sobě objęła dwa stanowiska zastępców burmistrza Pragi: Adam Scheinherr ds. transportu oraz Pavel Vyhnánek ds. finansowych oraz przewodniczących rad ds. kultury, ochrony zabytków i turystyki (Hana Třeštíková) i spraw społecznych i zdrowia (Milena Johnová).
Praha sobě wystawiła kandydatów także w dzielnicach Praga 1 i Praga 7. W Pradze 1 uzyskała 21,25% głosów, co było najwyższym wynikiem i przełożyło się na 6 mandatów (na 25). Jako największe ugrupowanie w koalicji na burmistrza dzielnicy (cz. starosta) wskazany został przez nią Pavel Čižinský. W Pradze 7 zdobyła 55,47% głosów, tj. 18 mandatów (na 29) i samodzielną większość. Burmistrzem został Jan Čižinský, jego zastępczyniami m.in. Lenka Burgerová i Hana Třeštíková.
Praha sobě współpracuje w Polsce z Miasto Jest Nasze.

## Program
Program wyborczy organizacji „Praga, pod którą się mogę podpisać“ zawiera pięć priorytetów:
- polepszenie infrastruktury transportowej;
- inwestycja w szkolnictwo;
- bezpieczne i przyjazne ulice;
- zdrowe miasto musi być godnym domostwem dla każdego bez rozróżnienia na wiek i status;
- urząd miasta musi działać w sposób efektywny i pewny.